# Жиронда
Жиронда (фр. Gironde) департман је у западној Француској. Припада региону Нова Аквитанија, а главни град департмана (префектура) је Бордо. Департман Жиронда је означен редним бројем 33. Његова површина износи 10.000 км². По подацима из 2010. године у департману Жиронда је живело 1.449.245 становника, а густина насељености је износила 135 становника по км².
Овај департман је административно подељен на:
- 6 округа
- 63 кантона и
- 542 општина.

## Демографија
| 2011.     |
| --------- |
| 1.463.662 |